# Hans-Erik Wanntorp
Hans-Erik Wanntorp, född 1940, är en svensk botaniker och entomolog.
Wanntorp är tillsammans med Hans Rydberg huvudförfattare till verket Sörmlands flora (2001), som var kulmen på en flera decennier lång inventering av landskapets kärlväxter. Han är dessutom expert på växtätande skalbaggar, inte minst bladbaggar (Chrysomelidae), och har publicerat flera artiklar om dessa.

## Familj
Hans-Erik Wanntorp är son till professor Hans Wanntorp (1907–1968) och Anna-Lisa Öhrberg (1910–2007). Han är gift med Henni Wanntorp.